# 娜杰日达·科辛采娃
娜杰日达·科辛采娃（俄语：Надежда Анатольевна Косинцева，1985年1月14日—），又称为大科辛采娃，俄罗斯女子国际象棋棋手、特级大师。她的妹妹塔季扬娜·科辛采娃亦为国际象棋特级大师。
大科辛采娃曾获得过欧洲国际象棋女子10岁组冠军（1995年）、女子12岁组冠军（1997年）、女子18岁组冠军（2000年），以及世界国际象棋女子14岁组冠军（1998年）、女子20岁组季军（2000年、2001年）。2005年，她获得了欧洲国际象棋女子个人亚军。2008年，获俄罗斯国际象棋女子冠军。